# Непорочное зачатие Иисуса Христа
Непоро́чное зача́тие Иису́са Христа́ — концепция христианского богословия о бессеменном зачатии, означающий, что Иисус Христос свободен от первородного греха.
Большинство иудеохристиан, ранних христиан из числа евреев, ставило под сомнение зачатие от Святого Духа.

## Терминология
В русскоязычной литературе словосочетание «непорочное зачатие» употребляется по отношению к двум совершенно разным доктринам (о непорочном зачатии Иисуса Христа и о непорочном зачатии Девы Марии). Несмотря на совпадение слов «непорочное зачатие» в этих двух русских терминах, они носят разный смысл — в случае непорочного зачатия Иисуса Христа подразумевается бессеменное зачатие девственницей, а в случае непорочного зачатия Девы Марии имеется в виду зачатие от обычных родителей, при котором ребёнок полностью предохранён от первородного греха. Употребление словосочетания «непорочное зачатие» в обоих случаях специфично для русского языка, в большинстве других мировых языков соответствующие доктрины имеют разное название (например, в латинском «Virginalis conceptio» и «Immaculata conceptio»).

## Концепция в христианстве
Доктрина непорочного зачатия Иисуса Христа (лат. Virginalis Conceptio), согласно которой Дева Мария чудесным образом зачала Иисуса Христа от Святого Духа, при этом оставаясь девственницей. Разделяется всеми христианскими конфессиями.
Согласно христианскому вероучению, появление Иисуса представляет собой исполнение ветхозаветного пророчества о Мессии (Сыне Божием) и Иисус был непорочно рождён от Святого Духа Девой Марией в Вифлееме. Отцы Церкви считали, что фраза пророка Исаии в Переводе семидесяти относится к Иисусу Христу:

Итак Сам Господь даст вам знамение: се, Дева во чреве приимет и родит Сына, и нарекут имя Ему: Еммануил.
— Ис. 7:14, Синодальный перевод
Оригинальный текст (др.-греч.)διὰ τοῦτο δώσει κύριος αὐτὸς ὑμῖν σημεῖον· ἰδοὺ ἡ παρθένος ἐν γαστρὶ ἕξει καὶ τέξεται υἱόν, καὶ καλέσεις τὸ ὄνομα αὐτοῦ Εμμανουηλ·

Новозаветное обоснование девственности Марии основывается на этом стихе. Евангелие от Матфея отнесло его к Марии, и евангелист повествует, что зачатие Иисуса Христа по плоти произошло без участия Иосифа, действием Святого Духа — так что Иосиф сначала заподозрил Марию в прелюбодеянии и потому хотел развестись с ней (1:18-25). Однако он получил откровение от ангела о непорочном зачатии сына и принял свою жену. Евангелие от Луки приводит рассказ о благовещении Пресвятой Богородицы (1:26-38), в котором на её вопрос: «как будет это, когда Я мужа не знаю?» (1:34) — архангел Гавриил отвечает: «Дух Святый найдет на Тебя, и сила Всевышнего осенит Тебя; посему и рождаемое Святое наречется Сыном Божиим» (1:35).
В некоторых источниках встречается наименование «бессеменное зачатие».
По мнению некоторых исследователей[каких?], у ранних христиан доктрины «непорочного зачатия» не было и она появляется не ранее II в. н. э.

## Пророчество Исаии в иудаизме и библеистике
В то же время иудаисты утверждают, что вышеупомянутая глава Исаии не о Деве и Мессии, а о жене и сыне Исаии соответственно. Иудеи также оспаривают перевод слов Исаии в Евангелии от Матфея, говоря, что на иврите написано «молодая женщина» (алма) с определённым артиклем, а не «девственница» (ивр. בְּתוּלָה, bethulah) с неопределённым. В греческом переводе Книги Исаии использовано слово παρθένος, которое во времена написания Евангелия обычно означало девственницу, однако иногда это слово просто означает «молодая женщина».
В греческом Евангелии от Матфея, как и в Септуагинте, употреблено не слово «νεᾶνις» (девушка или молодая женщина), как перевели еврейское слово «альма» Аквила, Симмах и Феодотион, а слово «παρθένος» (девственница), которое соответствует еврейскому «бетула» (ивр. בְּתוּלָה‎). Уже во II веке иудейские комментаторы подвергли сомнению текст Септуагинты, приняв чтение «νεανις» и отнеся пророчество к рождению царя Езекии. В ответ на это христианские апологеты отвечают, что в тексте пророка Исаии говорится о Божьем знамении, то есть о сверхъестественном событии. Споры по поводу этого слова не утихают и по сей день.
Современный американский библеист Барт Эрман считает, что когда автор Евангелия от Матфея привёл этот ветхозаветный стих в Евангелии (1:22, 23), то применил к греческому тексту более распространённое в его время значение слова παρθένος, решив, что Книга Исаии говорит не о ребёнке, рождённом при жизни Исаии, а о будущем ребёнке, который должен родиться от девственницы. Он считает, что Исаия имел в виду именно «молодую женщину», и приводит такой перевод второй части фразы: «молодая женщина зачала и родит сына», то есть стих, по его мнению, указывает, что ребёнок уже был зачат.
В арамейском языке, а также в иврите и в коптском языке святой дух — женского рода, то есть понимался как женское начало, что отражено в обнаруженном в Египте (Хенобоскион) коптском гностическом «Евангелии Филиппа». Догмат о непорочном зачатии, вероятно, появился среди тех, кто не говорил на арамейском, то есть вне Земли Израиля.

## В других религиях
В некоторых других религиях также существуют сюжеты «девственного», партеногенного зачатия — например, от проглоченного плода; или «мужской вариант» — самостоятельно демиургом без женского участия. В том числе:
- зачатие Персея Данаей от Зевса, принявшего вид золотого дождя;
- зачатие Чайтаньи;
- зачатие Будды во сне матери от белого слона, вошедшего в её правый бок[15].